# Brachythecium indistinctum
Brachythecium indistinctum är en bladmossart som beskrevs av C. Müller in Renauld 1898. Brachythecium indistinctum ingår i släktet gräsmossor, och familjen Brachytheciaceae. Inga underarter finns listade i Catalogue of Life.